# Elmar Məhərrəmov
Elmar Məhərrəmov (* 10. April 1958 in Baku; oft Elmar Magerramov geschrieben) ist ein aserbaidschanischer Schachspieler. Məhərrəmov wurde 1981 Internationaler Meister und ist seit 1992 Großmeister. Er ist Schachtrainer des Vereins Dubai Chess Club in den Vereinigten Arabischen Emiraten.

## Leben
Sein Vater war Arzt, seine Mutter Chemikerin. Im Alter von 14 Jahren erlernte er das Schachspiel im Pionierpalast von Baku. Dort lernte er den fünf Jahre jüngeren Garri Kasparow kennen, mit dem er in den folgenden Jahren viel analysierte. Sie spielten zwischen 1975 und 1982 mehrere informelle Wettkämpfe unter Turnierbedingungen, um bestimmte Eröffnungen zu trainieren. Insgesamt lautet seine Bilanz gegen Kasparow vier Siege, sieben Unentschieden und acht Niederlagen. Während seines Mathematikstudiums an der Universität arbeitete er mit Wladimir Bagirow zusammen, im Anschluss daran entschied er sich für eine Karriere als Schachprofi. 1986 belegte er bei einem Großmeisterturnier in Baku den 2. Platz hinter Michail Gurewitsch. Im gleichen Jahr gehörte er zum Sekundantenteam Kasparows beim Weltmeisterschaftskampf gegen Karpow.
1990 gewann er ein Internationales Open in Andorra. Im Jahr 1991 wurde er in Moskau bei der letzten sowjetischen Einzelmeisterschaft punktgleich Zweiter hinter dem Sieger Artasches Minassjan, gegen den er im Tie-Break verlor. 1992 gewann er mit Sankt Petersburg die russische Mannschaftsmeisterschaft. 1993 gewann er punktgleich vor Bernd Kohlweyer das Schachfestival Bad Wörishofen, im gleichen Jahr war er Sekundant von Nana Iosseliani bei der Frauen-Weltmeisterschaft. 1994 konnte er seinen Sieg in Bad Wörishofen wiederholen, diesmal vor Julian Hodgson. Danach wurde er in Dubai sesshaft und arbeitet dort als Schachtrainer. Zu seinen Schülern gehörte der erste Großmeister des Landes, Moussa Taleb. 2005 und 2006 mit Vorsprung sowie 2007 geteilt gewann er in Dubai die Offene Meisterschaft der Vereinigten Arabischen Emirate.
Seine Elo-Zahl beträgt 2515 (Stand: Februar 2024). Damit läge er auf dem 15. Platz der aserbaidschanischen Elo-Rangliste, er wird jedoch als inaktiv geführt, da er seit dem im Dezember 2011 in Fudschaira ausgetragenen UAE Chess Open keine Elo-gewertete Langpartie mehr gespielt hat. Seine bisher höchste Elo-Zahl beim Weltschachbund FIDE war 2580 im Juli 1994.
Er ist verheiratet und hat zwei Söhne.